# Lista familiilor din ordinul Diptera
Aceasta este lista familiilor din ordinul Diptera.

## Nematocera
Dumeril, 1805
- Anisopodidae Knab, 1912. Sinonime: Phryneidae, Rhyphidae, Sylvicolidae, Mycetobiidae, Protolbiogastridae.
- Axymyiidae Shannon, 1921
- Bibionidae Fleming, 1821. Sinonime: Hesperinidae, Penthetriidae, Pleciidae.
- Blephariceridae Loew, 1861 Sinonim: Blepharoceridae.
- Bolitophilidae Winnertz, 1863 Sinonim: Bolitophilinae.
- Canthyloscelididae Enderlein, 1912. Sinonime: Hyperoscelididae, Synneuridae.
- Cecidomyiidae Newman, 1835. Sinonime: Porricondylidae, Itonididae, Heteropezidae, Lestremiidae, Campylomyzidae.
- Ceratopogonidae Newman, 1834. Sinonime: Leptoconopidae, Helidae, Heleidae.
- Chaoboridae Newman, 1834. Sinonime: Corethridae, Chironomapteridae, Mesotendipedidae, Dixamimidae, Rhaetomyiidae.
- Chironomidae Newman, 1834 Sinonim: Tendipedidae
- Corethrellidae Edwards, 1932
- Culicidae Meigen, 1818
- Deuterophlebiidae Edwards, 1922
- Diadocidiidae Winnertz,1863
- Ditomyiidae Kylin, 1919
- Dixidae Schiner, 1868
- Hesperinidae Schiner, 1864
- Keroplatidae Rondani, 1856. Sinonime: Ceroplatidae, Zelmiridae, Platyuridae, Zelmicidae, Macroceratidae, Macroceridae, Necromyzidae
- Lygistorrhinidae Edwards,1925
- Mycetophilidae Newman, 1834. Sinonime: Fungivoridae, Allactoneuridae, Manotidae
- Nymphomyiidae Tokunaga, 1932
- Pachyneuridae Schiner, 1864 Sinonim: Cramptonomyiidae.
- Pediciidae Osten-Sacken, 1859
- Perissommatidae Colless, 1962
- Psychodidae Newman, 1834. Sinonime: Nemopalpidae, Phlebotomidae, Trichomyiidae.
- Ptychopteridae Osten-Sacken, 1862. Sinonime: Liriopeidae, Liriopidae.
- Rangomaramidae Jaschhof & Didham, 2002
- Scatopsidae Newman, 1834
- Sciaridae Billberg, 1820 Sinonim: Lycoriidae.
- Simuliidae Newman,1834. Sinonime: Melusinidae.
- Tanyderidae Osten-Sacken, 1880 Sinonim: Macrochilidae.
- Thaumaleidae Bezzi, 1913 Sinonim: Orphnephilidae.
- Tipulidae Latreille, 1802[1]. Sinonime: Cylindrotomidae, Limoniidae, Limnobiidae, Architipulidae, Diplopolyneuridae, Eoasilidae
- Trichoceridae Rondani, 1841 Sinonim: Petauristidae.

### Fosile din Nematocera
- Ansorgiidae Krzemiñski & Lukashevich, 1993 Extinct.
- Antefungivoridae Rohdendorf, 1938 Extinct.. Sinonime: Antiquamediidae, Pleciomimidae, Sinemediidae.
- Architendipedidae Extinct.
- Archizelmiridae Rohdendorf, 1962 Extinct.
- Asiochaoboridae Hong & Wang, 1990 Extinct.
- Boholdoyidae Kovalev, 1985 Extinct.
- Crosaphididae Kovalev, 1983 Extinct.
- Elliidae Krzeminska, Blagoderov & Krezmiñski, 1993 Extinct.
- Eoditomyiidae Ansorge, 1996 Extinct.
- Eopleciidae Extinct.
- Eopolyneuridae Rohdendorf, 1962 Extinct.
- Eoptychopteridae Extinct.
- Gracilitipulidae Extinct.
- Grauvogeliidae Krzemiñski, 1999 Extinct.
- Hennigmatidae Shcherbakov, 1995 Extinct.
- Heterorhyphidae Ansorge & Krzemiñski, 1995 Extinct.
- Hyperpolyneuridae Extinct. Rohdendorf, 1962
- Limnorhyphidae Extinct.
- Luanpingitidae Zhang, 1986 Extinct.
- Mesophantasmatidae Extinct.
- Mesosciophilidae Rohdendorf, 1946 Extinct.
- Musidoromimidae Extinct.
- Nadipteridae Lukashevich, 1995 Extinct.
- Oligophrynidae Extinct.
- Oreodomyiidae Extinct.
- Palaeophoridae Rohdendorf, 1951 Extinct.
- Parapleciidae Extinct.
- Paraxymyiidae Rohdendorf, 1946 Extinct.
- Pleciodictyidae Extinct.
- Pleciofungivoridae Rohdendorf, 1946 Extinct. Sinonim: Fungivoritinae
- Procramptonomyiidae Kovalev, 1983 Extinct.
- Protendipedidae Rohdendorf, 1951 Extinct. Sinonim: Prototendipedidae.
- Protobibionidae F. M. Carpenter 1992 Extinct.
- Protopleciidae Rohdendorf, 1946 Extinct.. Sinonime: Dyspolyneuridae, Protoligoneuridae. Palaeoplecidae
- Protorhyphidae Handlirsch, 1906 Extinct.
- Protoscatopsidae Rohdendorf, 1946 Extinct.
- Serendipidae Evenhuis, 1994 Extinct. Sinonim: Paratendipedidae.
- Siberhyphidae Kovalev, 1985 Extinct.
- Sinotendipedidae Extinct.
- Strashilidae Extinct. Sinonim: Vosilidae.
- Tanyderophrynidae Rohdendorf, 1962 Extinct. Sinonim: Tanyderophryneidae.
- Tethepomyiidae Grimaldi & Arillo, 2009
- Tillyardipteridae Lukashevich & Shcherbakov, 1999 Extinct.
- Tipulodictyidae Rohdendorf, 1962 Extinct.
- Tipulopleciidae Rohdendorf, 1962 Extinct.
- Valeseguyidae Amorim & Grimaldi, 2006 Extinct.
- Vladipteridae Shcherbakov, 1995 Extinct.
- Zhangobiidae Extinct.. Sinonime: Palaeolimnobiidae.

## Brachycera
Macquart, 1834
- Acartophthalmidae Czerny, 1928
- Acroceridae Leach, 1815. Sinonime: Cyrtidae, Oncodidae, Ogcodidae.
- Agromyzidae Fallén, 1823 Sinonim: Phytomyzidae
- Anthomyiidae Robineau-Desvoidy, 1830
- Anthomyzidae Czerny, 1903
- Apioceridae Bigot, 1857
- Apsilocephalidae Nagatomi, Saigusa, Nagatomi & Lyneborg, 1991
- Apystomyiidae Nagatomi & Liu, 1994
- Asilidae Latreille, 1802 Sinonim: Leptogastridae.
- Asteiidae Rondani, 1856 Sinonim: Astiidae.
- Atelestidae Hennig, 1970
- Athericidae Nowicki, 1873
- Aulacigastridae Duda, 1924. Sinonime: Aulacigastreridae,
- Austroleptidae Nagatomi, 1982 (1 genus, 8 species)
- Australimyzidae Griffiths, 1972
- Bolbomyiidae Stuckenberg, 2001
- Bombyliidae Latreille, 1802. Sinonime: Phthiriidae, Systropodidae, Usiidae.
- Brachystomatidae Melander, 1908
- Braulidae Egger, 1853
- Calliphoridae Brauer & Bergenstamm, 1889. Sinonime: Mesembrinellidae, Bengaliidae.
- Camillidae Frey, 1921
- Campichoetidae
- Canacidae Jones, 1906 Sinonim: Canaceidae.
- Carnidae Newman, 1834
- Celyphidae Bigot, 1852
- Centrioncidae Hennig, 1965
- Chamaemyiidae Hendel, 1910. Sinonime: Ochthiphilidae, Cremifaniidae, Ochthiphilidae.
- Chiropteromyzidae
- Chloropidae Rondani, 1856. Sinonime: Siphonellopsidae, Oscinidae.
- Chyromyidae Schiner, 1863. Sinonime: Chiromyiidae, Geomyzidae (part. sensu Schumann, 1965)
- Clusiidae Handlirsch, 1884. Sinonime: Clusiodidae, Heteroneuridae.
- Coelopidae Hendel, 1910. Sinonime: Phycodromiidae, Pycodromidae.
- Conopidae Latreille, 1802 Sinonim: Stylogastridae.
- Ctenostylidae Bigot, 1882
- Curtonotidae Enderlein, 1914 Sinonim: Cyrtonotidae
- Cypselosomatidae Hendel, 1931
- Diastatidae Hendel, 1917
- Diopsidae Billberg, 1820
- Dolichopodidae Latreille, 1809 Sinonim: Microphoridae
- Drosophilidae Rondani, 1856
- Dryomyzidae Schiner, 1862
- Eginiidae Stein, 1907
- Empididae Latreille, 1804 Sinonim: Empidae.
- Ephydridae Zetterstedt, 1837
- Evocoidae Yeates, Irwin & Wiegmann 2006
- Exeretonevridae Nagatomi & Iwata, 1976
- Fanniidae Schnabl & Dziedzicki, 1911
- Fergusoninidae Tonnoir, 1937 it:Fergusonina
- Glossinidae Theobald, 1903
- Gobryidae McAlpine, 1997
- Helcomyzidae Hendel, 1924
- Heleomyzidae Westwood, 1840. Sinonime: Heteromyzidae, Helomyzidae, Trixoscelididae, Trichoscelidae.
- Helosciomyzidae Steyskal, 1965
- Heterocheilidae McAlpine, 1991
- Heteromyzidae Fallén, 1820
- Hippoboscidae Samouelle, 1819
- Hilarimorphidae Williston, 1896
- Homalocnemiidae Collin, 1928
- Huttoninidae Steyskal, 1965
- Hybotidae Macquart,1823
- Inbiomyiidae Buck, 2006
- Ironomyiidae McAlpine & Martin, 1966
- Lauxaniidae Macquart, 1835 Sinonim: Sapromyzidae.
- Lonchaeidae Rondani, 1856
- Lonchopteridae Macquart, 1823 Sinonim: Musidoridae.
- Marginidae McAlpine, 1991
- Megamerinidae Hendel, 1913 Sinonim: Megameridae.
- Micropezidae Blanchard, 1840. Sinonime: Calobatidae, Taeniapteridae, Tylidae, Trepidariidae.
- Milichiidae Schiner, 1862 Sinonim: Phyllomyzidae.
- Mormotomyiidae Austen, 1936
- Muscidae Latreille, 1802
- Mydidae Latreille, 1809. Sinonime: Mydaidae, Mydasidae
- Mystacinobiidae Holloway, 1976
- Mythicomyiidae. Sinonime: Cyrtosiidae, Mythicomyiinae.
- Nannodastiidae Papp, 1980
- Natalimyzidae Barraclough & McAlpine, 2006
- Nemestrinidae Griffith & Pidgeon, 1832
- Neminidae McAlpine, 1983
- Neottiophilidae Hendel, 1902
- Neriidae Westwood, 1840
- Neurochaetidae McAlpine, 1978
- Nothybidae Frey, 1927
- Nycteribiidae Samouelle (ex Leach), 1819
- Odiniidae Hendel, 1920
- Oestridae Leach, 1815. Sinonime: Cuterebridae, Gasterophilidae, Gastrophilidae, Hypodermatidae.
- Opetiidae Rondani, 1856
- Opomyzidae Opomyzidae Fallén, 1820 Sinonim: Geomyzidae (sensu Evenhuis, 1994)
- Oreoleptidae Zloty, Sinclair & Pritchard, 2005
- Oreogetonidae Chvála, 1976
- Pallopteridae Loew, 1862 Sinonim: Eurygnathomyiidae.
- Pantophthalmidae Bigot, 1886 Sinonim: Acanthomeridae.
- Pelecorhynchidae Enderlein, 1922
- Periscelididae Oldenberg, 1914. Sinonime: Periscelidae, Stenomicridae.
- Phaeomyiidae Verbeke, 1950
- Phoridae Curtis, 1833
- Piophilidae Macquart, 1835
- Pipunculidae Walker, 1834. Sinonime: Dorylaidae, Dorilaidae.
- Platypezidae Latreille, 1829 Sinonim: Clythiidae.
- Platystomatidae Schiner, 1862 Sinonim: Platystomidae.
- Pseudopomyzidae Frey, 1941
- Psilidae Macquart, 1835
- Pyrgotidae Loew, 1868
- Rachiceridae Handlirsch, 1907
- Rhagionidae Latreille, 1802. Sinonime: Leptidae, Erinnidae (sensu Evenhuis), Paleostratiomyiidae?
- Rhiniidae Brauer & Bergenstamm, 1889
- Rhinophoridae Robineau-Desvoidy, 1863 Sinonim: Melanophoridae.
- Rhinotoridae Hendel, 1916
- Richardiidae Loew, 1868
- Risidae Papp, 1977 Sinonim: Risiidae.
- Ropalomeridae Schiner, 1868
- Sarcophagidae Macquart, 1834
- Scathophagidae Robineau-Desvoidy, 1830. Sinonime: Cordyluridae, Scatomyzidae, Scopeumatidae, Cordiluridae.
- Scenopinidae Burmeister, 1835 Sinonim: Omphralidae.
- Sciadoceridae Schmitz, 1929
- Sciomyzidae Fallén, 1820. Sinonime: Phaeomyiidae, Tetanoceridae.
- Sepsidae Walker, 1833 Sinonim: Sepsididae.
- Somatiidae Hendel, 1935
- Sphaeroceridae Macquart, 1835. Sinonime: Borboridae, Cypselidae.
- Stratiomyidae Latreille, 1804
- Streblidae Kolenati, 1863
- Strongylophthalmyiidae Hendel, 1917
- Syringogastridae Prado, 1969
- Syrphidae Latreille, 1802
- Tabanidae Latreille, 1802
- Tachinidae Robineau-Desvoidy, 1830. Sinonime: Larvaevoridae, Stackelbergomyiidae.
- Tachiniscidae Kertész, 1903
- Tanypezidae Rondani, 1856
- Tephritidae Newman, 1834. Sinonime: Trypetidae, Trupaneidae, Trypaneidae, Tachiniscidae.
- Teratomyzidae Hennig, 1969
- Termitoxeniidae
- Tethinidae
- Therevidae Newman, 1834
- Thyreophoridae
- Ulidiidae Macquart, 1835. Sinonime: Otitidae, Ortalidae, Pterocallidae.
- Vermileonidae Williston, 1886. Sinonime: Protobrachyceridae, Protobrachycerontidae.
- Xenasteiidae Hardy, 1980
- Xylomyidae Verrall, 1901. Sinonime: Xylomyiidae, Solvidae.
- Xylophagidae Fallén, 1810. Sinonime: Heterostomidae, Exerotonevridae, Erinniidae ?(sensu Schumann), Coenomyidae, Coenomyiidae.

### Fosile din Brachycera
- Alinkidae Extinct.
- Archisargidae Rohdendorf, 1951 Extinct
- Chimeromyiidae Grimaldi, Cumming & Arillo, 2009 Extinct.
- Cratomyiidae Mazzarolo & Amorim, 2000 Extinct
- Eomyiidae Rohdendorf, 1962 Extinct.
- Eostratiomyiidae Rohdendorf, 1951 Extinct
- Eophlebombyiidae Cockerell, 1925 Extinct.
- Eremochaetidae Ussatchov, 1968 Extinct. Sinonim: Archisargidae.
- Hoffeinsmyiidae Michelsen, 2009 Extinct.
- Kovalevisargidae Mostovski, 1997 Extinct
- Palaeostratiomyiidae Rohdendorf, 1938 Extinct
- Proneottiophilidae Hennig, 1969 Extinct
- Prosechamyiidae Blagoderov & Grimaldi, 2007 Extinct
- Protapioceridae Ren, 1998 Extinct
- Protobrachyceridae Rohdendorf, 1964 Extinct
- Protempididae Ussatchov, 1968 Extinct.
- Protomphralidae Rohdendorf, 1957 Extinct.
- Rhagionemestriidae Ussatchov, 1968 Extinct
- Rhagionempididae Rohdendorf, 1951 Extinct
- Uranorhagionidae Zhang, Yang & Ren, 2010 Extinct
- Zhangsolvidae Nagatomi & Yang, 1998 Extinct

## Vezi și
- Nematocere
- Brahicere